# Червонокаменное
Червонокаменное (укр. Червонокам'яне) — село,
Василевский сельский совет,
Солонянский район,
Днепропетровская область,
Украина.
Код КОАТУУ — 1225081507. Население по переписи 2001 года составляло 57 человек .

## Географическое положение
Село Червонокаменное находится на расстоянии в 1 км от села Каменное.
Рядом проходят автомобильные дороги Н-08 и Т-0417.